# Histoire du transport ferroviaire aux Pays-Bas
 (août 2024).
Si vous disposez d'ouvrages ou d'articles de référence ou si vous connaissez des sites web de qualité traitant du thème abordé ici, merci de compléter l'article en donnant les références utiles à sa vérifiabilité et en les liant à la section « Notes et références ».
L'Histoire du transport ferroviaire aux Pays-Bas a commencé à Amsterdam au milieu du XIXe siècle et a été marquée par les liens avec les réseaux ferroviaires des pays voisins.

## Histoire

### Les premières lignes
Dans les projets de 1833 pour un réseau de transport ferroviaire aux Pays-Bas  le poids maximum prévu sur les rails était de 17 kg par mètre courant et leur longueur de 4,57 mètres. Cependant, il a fallu relever ces contraintes compte tenu du poids croissant des locomotives plus puissantes : dès la fin de 1836, le poids au mètre courant est porté à 21,70 kg, voire de 25 à 26 kg pour les rails.
Le Rhijnspoorweg est le premier projet de chemin de fer néerlandais en 1830 et sera la liaison la plus importante entre Amsterdam et l'Allemagne pour le transport de passagers. La connexion est jugée très utile pour le commerce entre le port d'Amsterdam et la région de la Ruhr et d'une grande importance pour concurrencer le port d'Anvers. En raison d'un manque de soutien financier, le chemin de fer a finalement été construit par l'État : il a fallu attendre 1845 pour qu'Arnhem soit accessible par chemin de fer depuis Amsterdam. 
Entre-temps, la première ligne de chemin de fer des Pays-Bas fut inaugurée  le 20 septembre 1839 entre Amsterdam et Haarlem, ville toute proche. Une gare en bois est alors construite à l'extérieur de la ville, à Willemspoort, l'actuelle Haarlemmerpoort, du côté ouest de la ville. Derrière la porte se trouvait un pont sur le Singelgracht et derrière elle se trouvait la gare, donc à l'endroit où se trouve maintenant le Westerpark. 
L’exploitation était assurée par la  compagnie privée Hollandsche Ijzeren Spoorweg-Maatschappij (HIJSM), fondée en 1837, une société anonyme dont le siège se trouvait à Amsterdam. En 1842, une nouvelle gare est édifiée à l'emplacement actuel de la gare d'Haarlem.
Le chemin de fer suit la vieille route fluviale empruntée par les coches, l'ancienne route du service "treckshuyt", une péniche en service de passagers tirée par des chevaux le long du trajet de Leiden à Haarlem, suivi par le trafic de Haarlem à Leyden en 1842, puis entre Leiden et La Haye en 1843 et de La Haye à Rotterdam en 1847. La première partie de la ligne Oude Lijn, reliant Amsterdam à Rotterdam, est achevée en 1847, mais avec du retard, car la construction du tronçon entre La Haye et Rotterdam a été retardée en raison d'un différend avec un propriétaire foncier.
En 1845, la HIJSM s’est trouvée confrontée à la concurrence de la Nederlandse Rhijnspoorweg-Maatschappij, créée le 3 juillet 1845 à Utrecht, qui avait elle aussi son siège à Amsterdam. C'était le successeur légal du RijnSpoorweg d'État, qui devait en 1845 s’occuper de l’exploitation de la ligne Amsterdam Weesperpoort - Utrecht - Arnhem, destinée à se relier au réseau ferré prussien. La ligne Amsterdam-Utrecht avait déjà été ouverte le 28 décembre 1843, et sera prolongée à Arnhem en 1845. À cette date, l'exploitation de la ligne est officiellement transférée à la Nederlandsche Rhijnspoorweg-Maatschappij et 11 ans plus tard, la connexion au réseau ferroviaire prussien suit, avec une voie jusqu'à la frontière allemande terminée en 1856. 
Entre-temps, la liaison ferroviaire actuelle entre Utrecht et Rotterdam est opérationnelle en 1855, grâce à la Nederlandsche Rhijnspoorweg-Maatschappij, filiale du Rhijnspoorweg , qui ouvre la ligne ferroviaire Utrecht-Rotterdam Boerengat. La connexion a été étendue plus de trois ans plus tard à la Maasstation.
La décision de créer une nouvelle connexion avec la Prusse est prise après quelques années plus tard. La nouvelle liaison se situe entre Zevenaar et Elten parallèlement à la ligne de chemin de fer existante à Emmerich et se tourne ensuite vers Clèves. Un ferry traverse le Rhin à Welle. En 1865, les premiers trains de cette nouvelle liaison roulent. Vingt ans plus tard, ce chemin de fer est cependant mis en porte-à-faux par la nationalisation des chemins de fer allemands.
La troisième compagnie de chemin de fer qui se présenta aux Pays-Bas fut la Nederlandsche Centraal Spoorweg-Maatschappij qui entra en scène en 1860.  Le 20 août 1863, cette compagnie entama ses activités en exploitant la ligne Utrecht - Amersfoort - Zwolle dès le début à voie normale. 
En 1850, il n'y avait que 176 kilomètres de chemins de fer aux Pays-Bas.
Ces lignes furent d'abord construites à écartement large avant d'être mises à l'écartement standard européen de 1435 mm (environ 1,44 mètre). Cette situation a subsisté à la HIJSM jusqu’à l’horaire d’été de 1866 : au moment où la ligne, prolongée dans l’intervalle jusqu’à Rotterdam via Leyde et La Haye, a été mise à voie normale.
La quatrième société à s’engager dans la lignée des exploitants de chemin de fer, fut la Compagnie pour l’Exploitation des Chemins de fer de l’État, communément désignée par les initiales SS. Cette S.A. avait été constituée à La Haye en 1863. Mentionnons encore comme cinquième et dernière grande compagnie, la Noord-Brabantsch-Duitsche Spoorweg-Maatschappij. Cette société était installée à Rotterdam et s’occupait de l’exploitation des trains de la ligne Boxtel - Gennep frontière - Goch - Büderich. Le premier train circula le 15 juillet 1873.

### Aux frontières, les compagnies étrangères
Dans le sud des Pays-Bas, plusieurs compagnies étrangères prolongent leurs lignes afin que celles-ci ne s'achèvent pas en rase campagne à la frontière. Ainsi, la ligne Aix-La-Chapelle-Maastricht est ouverte en 1853, suivie de Anvers-Roosendaal l'année suivante. 
Les deux principales compagnies de chemin de fer de l'époque sont les NCS et les SS, d'autres petites compagnies n'exploitant qu'une ou deux lignes existent aussi. 

### L'intervention de l'État
À partir de 1860, les nouvelles lignes sont construites par l'État qui les identifie par des lettres. (A à K au début). Puis, de nombreuses lignes ont été construites, d'abord à un rythme soutenu, puis plus faible à partir des années 1910. 

### Entre-deux-guerres
Dans les années 30, un certain nombre de lignes secondaires, peu fréquentées et déficitaires, ferment. 

### Seconde Guerre mondiale
Le réseau est très gravement affecté par les deux guerres mondiales, comme le reste du pays, nécessitant de longs travaux de reconstruction. Les NS (Nederlandse Spoorwegen) sont créés en 1938 et détiendront le monopole de l'exploitation du réseau jusqu'en 1995. Le dernier train à vapeur circule en 1953. Après la Seconde Guerre mondiale, peu de lignes sont construites, le réseau étant déjà parmi les plus denses d'Europe. La ligne la plus récente est celle reliant Lelystad à Zwolle inaugurée en 2012.